# Diossido di stagno
Il diossido di stagno o ossido di stagno(IV), noto in passato anche come ossido stannico, (chiamato anche anidride stannica in nomenclatura tradizionale) è il composto inorganico con formula SnO2. In questo ossido lo stagno è nello stato di ossidazione +4. In condizioni normali il composto si presenta come una polvere bianca, praticamente insolubile in acqua. In natura è presente come cassiterite, il minerale che costituisce la principale fonte industriale di stagno.

## Sintesi
Il diossido di stagno puro si ottiene per sintesi diretta, tramite combustione di stagno fuso o in polvere all'aria:
{\displaystyle {\ce {Sn\,+\,O2\to SnO2}}}
Si può ottenere anche da soluzioni di cloruro stannico (SnCl4) per trattamento con ammoniaca:
{\displaystyle {\ce {SnCl4\,+\,4NH3\,+\,2H2O\to SnO2\,+\,4NH4Cl}}}

## Struttura
Il diossido di stagno cristallizza con la struttura tipo rutilo, nel sistema tetragonale, gruppo spaziale P4/mnm, con costanti di reticolo a = 473,7 pm e c = 318,5 pm. In questa struttura ogni atomo di stagno ha coordinazione ottaedrica mentre ogni atomo di ossigeno ha una coordinazione trigonale planare.

## Reattività
Il diossido di stagno è praticamente insolubile in acqua e in acidi e basi diluiti, ma mostra un comportamento anfotero sciogliendosi in acidi e basi concentrati. Con idracidi concentrati si formano alocomplessi:
{\displaystyle {\ce {SnO2\,+\,6HCl\to [SnCl6]^{2-}\,+\,2H3O+}}}
In alcali concentrati si formano stannati:
{\displaystyle {\ce {SnO2\,+\,2OH^{-}\,+\,2H2O\to [Sn(OH)6]^{2-}}}}
In soluzioni meno alcaline la specie predominante è invece {\displaystyle {\ce {SnO_3^{2-}}}}.

## Usi

### Smalti per ceramiche
Il diossido di stagno è alla base di vari colori e smalti usati nelle ceramiche. Il diossido di stagno puro conferisce un colore bianco lattiginoso, ma la sua struttura tipo rutilo favorisce l'assorbimento di ioni colorati. Miscelando diossido di stagno con altri ossidi metallici si ottengono così pigmenti molto stabili con un'ampia gamma di colori, dal giallo (SnO2/V2O5) al grigio-blu (SnO2/Sb2O5) al rosa (SnO2/Cr2O3).

### Produzione di vetro al piombo
Per la produzione di vetro al piombo si usano elettrodi di diossido di stagno, dato che resistono alla corrosione nel vetro fuso e mantengono una buona conduttività elettrica ad alta temperatura.

### Deposizione su vetro
A partire dal cloruro stannico si possono depositare su vetro strati sottili di diossido di stagno tramite deposizione chimica da vapore. Uno strato di spessore inferiore a 0,1µm è trasparente, e applicato su un recipiente di vetro lo rende più robusto e resistente alle abrasioni. Strati più spessi drogati con ioni fluoruro o antimonio conducono l'elettricità e possono essere usati in elettrodi e dispositivi elettroluminescenti. Questi strati sono inoltre usati nel costruire finestre isolanti dato che sono trasparenti alle radiazioni visibili ma riflettono quelle infrarosse.

### Lucidatura
Il diossido di stagno trova impiego come polvere lucidante per vetro, metalli e pietre decorative.

### Catalisi eterogenea
Ossidi misti di stagno/vanadio e stagno/antimonio trovano impiego come catalizzatori eterogenei in reazioni organiche di ossidazione, come la sintesi di acidi organici a partire da composti aromatici e la sintesi di acrilonitrile a partire da propilene.

### Sensori per gas
Il diossido di stagno è ampiamente usato per rivelare gas tossici come monossido di carbonio (CO) e gas combustibili come idrocarburi e vapori di solventi. Sensori di questo tipo sono usati in parcheggi sotterranei e sistemi di ventilazione. Il funzionamento del diossido di stagno come sensore si basa sulle sue proprietà di semiconduttore, dato che la sua conduttività elettrica cresce alla presenza di questi gas. Le caratteristiche del sensore possono essere modificate drogando diossido di stagno con altri metalli.

## Tossicità / Indicazioni di sicurezza
Il diossido di stagno non è considerato pericoloso secondo il regolamento CLP.